# 久馬慧忠
久馬 慧忠（きゅうま えちゅう、1934年 - ）は、僧侶。愛知県一宮市の成福寺住職、曹洞宗布教師を務める。

## 来歴
神戸市生まれ。1954年、駒澤短期大学仏教科卒業。短大卒業後、沢木興道老師、内山興正老師に随侍。1956年、京都府舞鶴市の東善寺住職となる。
1966年、成福寺に転住。一宮福田会（袈裟講習会）を主宰。1991年より年1回参禅と袈裟把針指導と講演のために渡欧。長年にわたり、坐禅および袈裟、良寛、妙好人について研究。曹洞宗東海管区教化センター布教師、NHK名古屋文化センター講師など歴任。
著書に「仏のモノサシ」「良寛入門」「袈裟のはなし」などがある。

## 著書
- 「国立国会図書館」を参照

### 論文
- CiNii>久馬慧忠